# Ratpenat frugívor de nas curt gros
El ratpenat frugívor de nas curt gros (Cynopterus sphinx) és una espècie de ratpenat que es troba a Bangladesh, Bhutan, Cambodja, Xina, l'Índia, Indonèsia, Laos, Malàisia, Myanmar, les Filipines, Sri Lanka, Tailàndia i el Vietnam. Té una gran varietat d'hàbitats naturals, que van des de les zones rurals fins als paisatges urbans, passant pels boscos primaris i secundaris. No hi ha cap amenaça significativa per a la supervivència d'aquesta espècie.